# فلوئور آزید
فلوئور آزید (به انگلیسی: Fluorine azide) با فرمول شیمیایی FN۳ یک ترکیب شیمیایی با شناسه پاب‌کم ۲۳۲۳۵۹۵۲ است که شکل ظاهری آن در درمای اتاق، گازی زرد رنگ است. این ترکیب شبه هالوژن است، همان‌طور که آزید ترکیبی بین هالوژنی به‌شمار می‌رود. پیوند بین اتم فلوئور و نیتروژن بسیار ضعیف است و منجر به این می‌شود که این ماده بسیار ناپایدار و مستعد انفجار باشد. محاسبات نشان می‌دهد زاویه F–N–N در حدود ۱۰۲ درجه با یک خط مستقیم از ۳ اتم نیتروژن است.
دمای جوش این گاز °۳۰– و دمای ذوبش °۱۳۹– سانتی‌گراد است.
اولین بار توسط جان اف هالر در سال ۱۹۴۲ ساخته شد.